# Біла Вежа (Чернігівська область)
Біла Вежа — давньоруське місто в Чернігівському князівстві. Як повідомляє Ніконівський літопис, Білу Вежу разом із Всеволожем, Бохмачем, Уненежем та багатьма іншими чернігівськими містами спалили 1147 року київський князь Ізяслав Мстиславич та його брат Ростислав Мстиславич.
Біловезьке городище названо в Книзі Великому кресленню. Згідно з А. В. Кузою, воно розташоване у верхів'ях Остра поблизу села Біловежі Другі в Чернігівській області. На території могильника городища виявлено кілька язичницьких поховань, ідентифікованих як поховання однієї з підгруп чорних клобуків — літописних «чернігівських ковуїв»